# Polycera zosterae
Polycera zosterae är en snäckart som beskrevs av Charles Henry O'Donoghue 1924. Polycera zosterae ingår i släktet Polycera och familjen Polyceridae. Inga underarter finns listade i Catalogue of Life.